# Роґозіно
Роґозіно (пол. Rogozino) — село в Польщі, у гміні Радзаново Плоцького повіту Мазовецького воєводства.
Населення — 1080 осіб (2011).
У 1975—1998 роках село належало до Плоцького воєводства.

## Демографія
Демографічна структура станом на 31 березня 2011 року:
|          | Загалом | Допрацездатний вік | Працездатний вік | Постпрацездатний вік |
| -------- | ------- | ------------------ | ---------------- | -------------------- |
| Чоловіки | 530     | 129                | 373              | 28                   |
| Жінки    | 550     | 130                | 365              | 55                   |
| Разом    | 1080    | 259                | 738              | 83                   |